# Bruno Sapo
Bruno Tiago Conceição Bernardo, hay Bruno Sapo (sinh ngày 3 tháng 3 năm 1986) là một cầu thủ bóng đá người Bồ Đào Nha thi đấu cho Cova da Piedade.

## Sự nghiệp câu lạc bộ
Anh ra mắt chuyên nghiệp tại Giải bóng đá hạng nhất quốc gia Bồ Đào Nha cho Cova da Piedade vào ngày 14 tháng 8 năm 2016 trong trận đấu trước Leixoes.